# Cities XL
Cities XL (voorheen Cities Unlimited) is een computerspel voor de pc dat op 8 oktober 2009 uitgebracht werd als opvolger van het spel City Life. In dit spel kan de speler een moderne stad maken in 3D en tot in elk detail inzoomen.
In juni 2007 liet ontwikkelaar Monte Cristo een schermafbeelding zien van een nieuw spel in een blog.
Hoewel er in een eerder interview nog sprake van was dat de nieuwe naam Cities Unlimited zou worden, heeft men uiteindelijk gekozen voor de naam Cities XL.
In een interview op 11 september 2007 kondigde Monte Cristo aan dat Cities XL een enorme verzameling zou bevatten van plattegronden en landschappen, wat spelers de kans zou geven een groter aantal types steden te creëren. Men zei: "We want players to be able to not only to create “classic cities” but also to specialize and build the Key West, Aspen or Detroit of this world." Een schermafbeelding van een Aspen-plattegrond bevestigde dat Cities Unlimited ook sneeuwlandschappen heeft.

## Eerste kleine uitbreiding
Op 3 november 2009 werd er een nieuwe kleine uitbreiding uitgebracht (versie 1.0.3.392) die sindsdien automatisch gedownload kan worden bij het opstarten van het spel.
Samengevat omvat de uitbreiding:
- een nieuwe boerderij;
- een highschool;
- de Ford Dealership;
- gebouwen van het Engeland van toen;
- drie nieuwe kaarten;
- drie nieuwe megastructures;
- diverse kleine verbeteringen en bugfixes.

## Planet Offer
Het spel werd gepresenteerd met een innovatieve nieuwe mogelijkheid: een multiplayeroptie genaamd Planet Offer. Deze multiplayeroptie was revolutionair in het genre. Op 27 januari 2010 werd echter bekendgemaakt dat Cities XL vanaf 3 maart 2010 zou stoppen met het aanbieden van de Planet Offer, omdat men zich meer wil gaan toeleggen op de singleplayer. Hiervoor werd het spel aangepast of een nieuw spel ontwikkeld (dit kan een patch, update, uitbreidingspakket (zoals met De Sims) of gewoon een totaal nieuw spel zijn), genaamd Cities XL 2011. In dit spel kunnen de voormalige online features als extra uitbreidingspakketten toegevoegd worden.

## Ontvangst
| Beoordeeld door                | Datum            | Score |
| ------------------------------ | ---------------- | ----- |
| Peliplaneetta.net              | 2 november 2009  | 85%   |
| Jeuxvideo.com                  | 9 oktober 2009   | 80%   |
| Total PC Gaming                | 9 oktober 2009   | 75%   |
| PC Games (Duitsland)           | 18 oktober 2009  | 73%   |
| Play.tm                        | 23 november 2009 | 70%   |
| PC Gameplay (Benelux)          | 27 november 2009 | 68%   |
| Out Of Eight                   | 22 oktober 2009  | 62%   |
| GameSpot                       | 16 oktober 2009  | 60%   |
| Eurogamer.net (GB)             | 23 oktober 2009  | 60%   |
| Adrenaline Vault, The (AVault) | 10 november 2009 | 40%   |